# Rhinochimaera pacifica
Espèce
Synonymes
- Harriotta pacifica Mitsukuri, 1895[1]

Rhinochimaera pacifica est une espèce de chimères de la famille des Rhinochimaeridae. Elle vit dans diverses parties de l'océan Pacifique et peut être caractérisée par son long museau.

## Systématique
L'espèce Rhinochimaera pacifica a été initialement décrite en 1895 par le zoologiste japonais Kakichi Mitsukuri (1857-1909) sous le protonyme d’Harriotta pacifica.

## Description
Rhinochimaera pacifica atteint une longueur totale d'environ 130 cm, avec une longueur de corps d'environ 62 cm. Les femelles sont généralement plus grandes que les mâles. Ce poisson présente un museau long et étroit, représentant de 50 à 87 % de la longueur du corps, et se terminant par une pointe émoussée. Les plaques dentaires lisses. L'une de ses deux nageoires dorsales est courte mais haute, tandis que l'autre est plus basse et plus longue. Sa nageoire caudale est longue et présente des denticules sur son lobe supérieur. Son dos est brun et sa face ventrale plus brun grisâtre, son museau est blanc,,. Les bords des nageoires ont tendance à être de couleur plus foncée, allant du brun foncé au violet. Les spécimens du nord-ouest du Pacifique se sont avérés considérablement plus foncés que ceux du sud-ouest du Pacifique. Les juvéniles sont normalement beaucoup plus pâles que les adultes.

## Distribution
Rhinochimaera pacifica se rencontre dans les parties nord-ouest et sud-ouest de l'Océan Pacifique et ce entre 760 à 1 290 m de profondeur,. Cette espèce est présente notamment au large de l'Australie, de la Chine, du Japon, de la Nouvelle-Zélande et de Taïwan, mais également au large du Pérou et peut se trouver dans les eaux plus profondes du reste de l'océan Pacifique oriental. Sa population est inconnue. Elle est parfois considérée comme une prise accessoire. On ne lui connait pas sinon peu de menaces par ailleurs.